# Harry Clifton Heaton
Harry Clifton Heaton (* 21. März 1885 in Waterbury, Connecticut; † 28. Dezember 1950 in Tuckahoe, New York) war ein US-amerikanischer Romanist, Hispanist und Katalanist.

## Leben
Heaton studierte an der Yale University und schloss 1907 ab. Dann weilte er drei Jahre in Paris und Madrid. 1916 promovierte er an der Columbia University mit der Arbeit (Hrsg.) The Gloria d'amor of Fra Rocaberti. A catalan vision-poem of the 15th century (New York 1916, 1966). Ab 1910 lehrte er an der New York University, ab 1927 als Professor.
Heaton war Korrespondierendes Mitglied der Real Academia Española.

## Werke
- (Hrsg.) Juan de Matos Fragoso, El ingrato agradecido. Ed. bilingüe inglés-castellano, New York 1926
- (Hrsg.) Two Sixteenth century dramatic works [Comedia Hamada Grassandora, compuesta por Juan Uzeda de Sepulveda. Egloga hecha por Salazar de Breno], New York 1928
- (Hrsg.) The discovery of the Amazon according to the account of Friar Gaspar de Carvajal and other documents, New York 1934
- (Hrsg.) La cruz en la sepultura, New York 1948